# El Sobrino del Diablo
Juan Gómez González (Barcelona, 1969), conegut amb el nom artístic de El Sobrino del Diablo, és un cantautor, músic, humorista i escriptor nascut al barri d'Horta (Barcelona).

## Biografia
A la dècada de 1990 comença la seva carrera musical, adoptant el nom de El Sobrino del Diablo al 1999. Després d'algunes maquetes i guanyar els concursos de cançó d'autor d'Horta-Guinardó (Barcelona, 1999 i 2000) i El Sol (Saragossa, 2000) treu el primer disc En las Nubes (2002). Durant aquest període decideix deixar la seva professió com a mestre i dedicar-se només a la música. A més dels discos en estudi, ha realitzat milers d'actuacions en directe, principalment en escenaris de petit format, com bars o ateneus, que li permeten connectar amb el públic i treure el vessant més còmic del seu espectacle. Realitza actuacions en solitari, on toca la guitarra i barreja les cançons amb monòlegs i improvisacions, en duet o amb la seva banda en un format més elèctric (acompanyat de baixista i bateria). També destaca la seva faceta com a showman participant en espectacles com Còmics de Barra (de El Terrat, 2004-2005) o guanyant un premi al XIV Concurs del Circuit Cafè Teatre de València (2015). Ha col·laborat en programes de Ràdio 4, BTV, RTVA i COM Ràdio (2005-2012) i des de 2018 presenta i dirigeix el programa de ràdio Dr. Rocking & Mr. Pop juntament amb Mr. Rodríguez a Boca Ràdio. Durant la pandèmia de la COVID-19, degut a les mesures de confinament, també realitza concerts en streaming.

Les seves cançons beuen de molts estils diferents, des del blues, bluegrass, rock, heavy metal, reggae o folk. Les seves lletres parlen de temes quotidians, polítics, socials o fantàstics, sempre amb un punt humorístic i satíric, i barrejant moltes referències culturals (clàssiques i actuals). Compon principalment en castellà i català, tot i que en els seus concerts no és estrany que també inclogui versions en anglès. Solen ser la majoria de vegades amb un to acústic. 

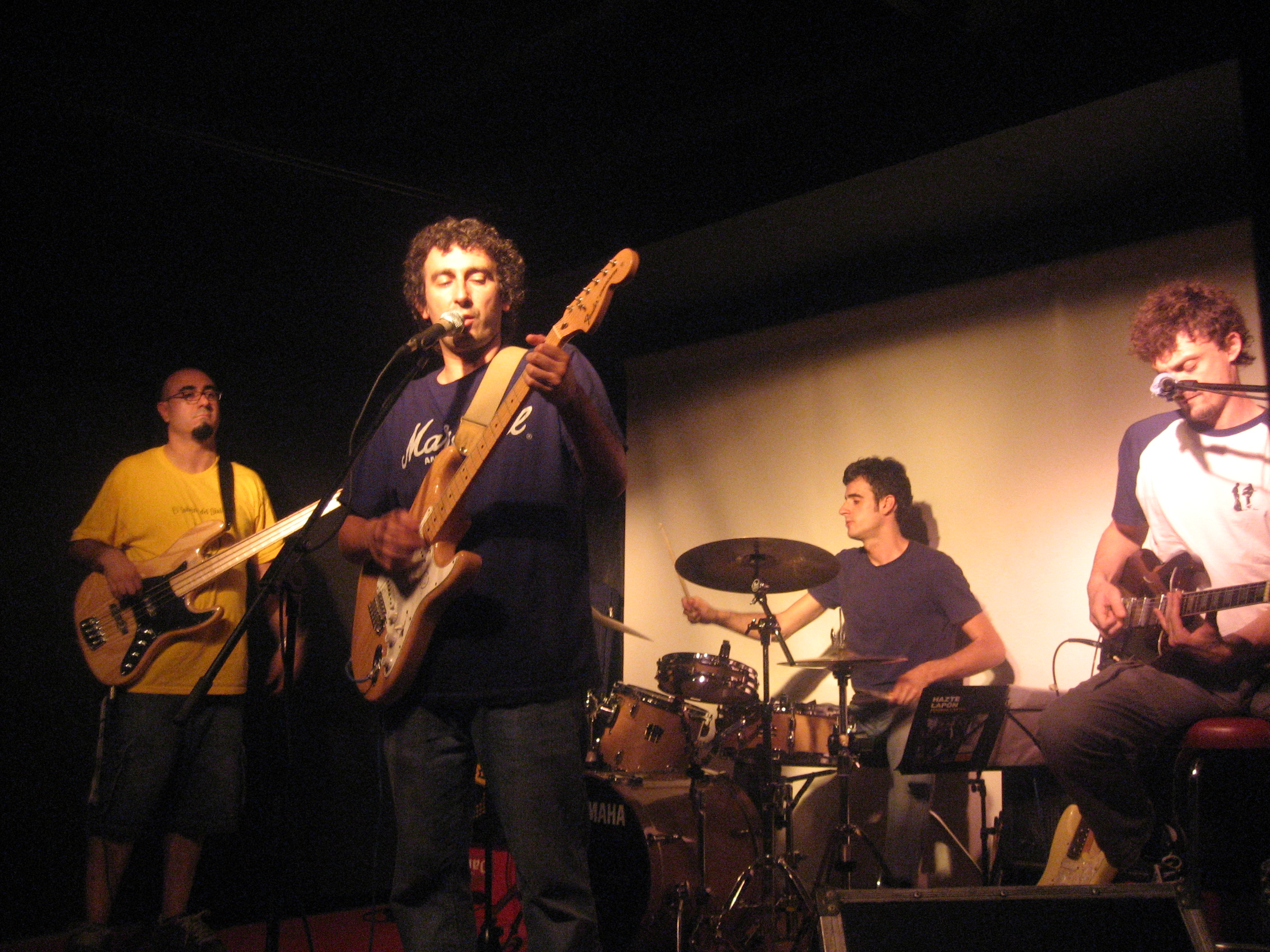
El Sobrino del Diablo actuant amb la seva banda a la sala Genis de Badalona (2007)

## Discografia

### Maquetes
- Con pasión por el Diablo (1998, amb el nom artístic de Johnny Boy)
- No te aguanto pero te deseo (2000, amb Mr. Rodríguez)
- Cuando menos te lo esperas (2001)
- El cerdo y el mono 2 (2003, amb Mr. Rodríguez)

### Àlbums[8]
- En las Nubes (2002)
- Hades Tiempo (2003)
- Pulgatorio (2005)
- El Cuarto de las Ratas (2007)
- Enemigo Público Número Dos (2008)
- Perder la Dignidad (2009)
- Music Is the Best (2011)
- Disculpen las Molestias (2012, amb Juantón el Equilibrista)
- Frankenstein (2014)
- Injurias a la Corona (2016)
- El Cerdo, el Mono y el Yeti (2017, amb Mr. Rodríguez)[9]
- Horta, Transilvania & el Far West (2019)
- El Último CD (2021)
- Ruc & Roll (2022)

### Recopilatoris
- Antología sobrinesca I (The first years 1999-2004) (2015)
- Antología sobrinesca II (The Zarppa years 2005-2010) (2017)
- Rarezas, versiones y duetos (1998-2018) (2018)

### DVD
- Disculpin les Molèsties[10] (Documental sobre la trajectòria del músic, dirigit per Nando Caballero, 2018)

## Obra literària
- Com a escriptor ha publicat “Thin Lizzy, la leyenda del rock irlandés” (2001) i “Introducción a Frank Zappa” (2004, juntament amb Fernando Caballero), editats per Editorial Milenio.[11][12]